# أديرة أويوا (رواية)
أديرة أويوا (بالإسبانية: Los pazos de Ulloa)‏ هي رواية للكاتبة الإسبانية إميليا باردو باثان (1852- 1921)، نشرتها لأول مرة عام 1886. شكلت ثنائية مع كتاب الطبيعة الأم التي نشرته عام 1887.
تعد واحدة من أبرز الأعمال الروائية التي تقع داخل الواقعية الأدبية الإسبانية وتجسد المذهب الطبيعي بشكل واضح، وذلك لعكسها قبول النظريات الوضعية في الكتابات الأدبية، والتي طبقها الكاتب الفرنسي إميل زولا، باعتباره مؤسس المذهب الطبيعي.
وفي عام 1985، تم معالجة الرواية تليفزيونيًا في التليفزيون الإسباني وتم إخراجها من قبل جونثالو سواريث.